# Dekanat lubuski
Dekanat lubuski – dekanat diecezji wrocławskiej Kościoła Polskokatolickiego w RP, obejmujący swoim zasięgiem obszar województwa lubuskiego. Siedziba dekanatu znajduje się w Żaganiu.

## Parafie dekanatu lubuskiego
- parafia Świętego Ducha w Gozdnicy, proboszcz: ks. dziekan. mgr Stanisław Stawowczyk
- parafia Matki Boskiej Nieustającej Pomocy w Małomicach, proboszcz: ks. dziekan. mgr Stanisław Stawowczyk
- parafia Zbawiciela Świata w Szprotawie, proboszcz: ks. dziekan. mgr Stanisław Stawowczyk
- parafia Najświętszej Maryi Królowej Polski w Zielonej Górze, proboszcz: ks. dziek. mgr Stanisław Stawowczyk
- parafia Podwyższenia Krzyża Świętego w Żaganiu, proboszcz: ks. dziek. mgr Stanisław Stawowczyk
- parafia Dobrego Pasterza w Żarach, administrator ks. Adam Bożacki.